# Classe Katun
La classe Katun è composta da motobarcapompe di grandi dimensioni con capacità subacquee, costruite in Unione Sovietica, presso il cantiere navale di Leningrado, per la marina militare sovietica. Ne sono state costruite due versioni: progetto 1893 (nome in codice NATO: Katun I) e progetto 1993 (nome in codice NATO: Katun II). La classe comprende anche alcune unità costruite per scopo civile.
La classificazione russa per questo genere di navi è in russo пожарное судно?, požarnoe sudno, "motobarcapompa", abbreviato PŽS.

## Katun I

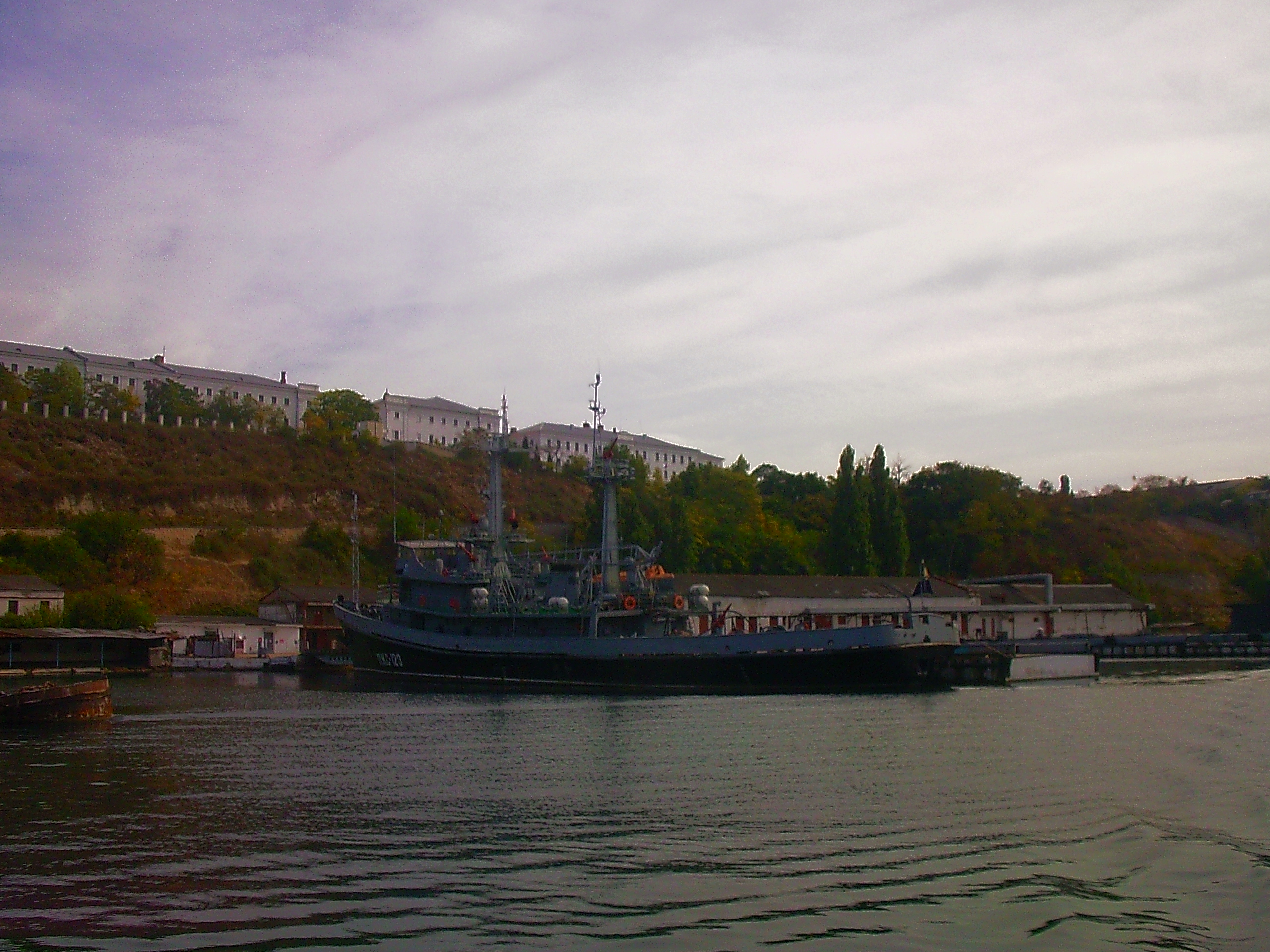
La PŽS-123 della classe Katun I a Sebastopoli nel 2011

Questa classe di motobarcapompe è stata costruita tra il 1969 ed il 1975. Generosamente equipaggiata per compiti antincendio, ha anche una minima capacità di rimorchio. Può essere anche utilizzata per la decontaminazione delle navi da guerra. Attualmente, nella marina militare russa risultano attive una cinque di unità (dati del 2023).
- PŽS-98 (ex PDS-98 fino al 1977): entrata in servizio nel 1969 ed operò nella Flotta del Nord, è stata radiata nel 2007.
- PŽS-123 (ex PDS-123 fino al 1977): entrata in servizio nel 1970 ed operativa nella Flotta del Mar Nero.
- PŽS-209 (ex PDS-209 fino al 1977): entrata in servizio nel 1971 ed operativa nella Flotta del Pacifico.
- PŽS-279 (ex PDS-279 fino al 1977): entrata in servizio nel 1971 ed operativa nella Flottiglia del Caspio.
- General Zejnalov (ex PŽK-551): entrata in servizio nel 1971 ed operò nella compagnia di navigazione sovietica Kaspneftegazflot (in russo «Каспнефтегазфлот»?), il suo stato attuale è sconosciuto.[1]
- PŽS-96 (ex PDS-96 fino al 1977): entrata in servizio nel 1972 circa ed operativa nella Flotta del Baltico.
- PŽS-219 (ex PDS-219 fino al 1977): entrata in servizio nel 1973 ed operò nella Flotta del Pacifico, ed oggi non sono più operativa.[1]
- PŽS-282 (ex PDS-282 fino al 1977): entrata in servizio nel 1975 ed operativa nella Flotta del Baltico.

## Katun II
Questa versione, costruita tra il 1980 ed il 1983, è una variante ingrandita rispetto alla precedente: il dislocamento raggiunge le 1255 tonnellate, e lo scafo è più lungo di pochi metri. Tuttavia, nonostante l'utilizzo di due motori da 2 550 CV (2 520 hp), ha una velocità leggermente inferiore. Ha anche una capacità subacquee che gli consentono di effettuare immersioni lavorative con l'uomo fino alla profondità di 20 m. Oggi ne risultano in servizio circa tre (dati del 2023).
- PŽS-95: entrata in servizio nel 1980 ed operativa nella Flotta del Pacifico.
- Dibrar-1: entrata in servizio nel 1981 ed operò nella compagnia di navigazione sovietica Kaspneftegazflot fino al 1992, e poi nella compagnia di navigazione azera Caspian Sea Oil Fleet (in azero Xəzər Dəniz Neft Donanması). Il suo stato attuale è sconosciuto.[2]
- PŽS-64: entrata in servizio nel 1982 ed operativa nella Flotta del Nord.
- PŽS-92: entrata in servizio nel 1983 ed operativa nella Flotta del Pacifico.